# Kennisnet Ict op school

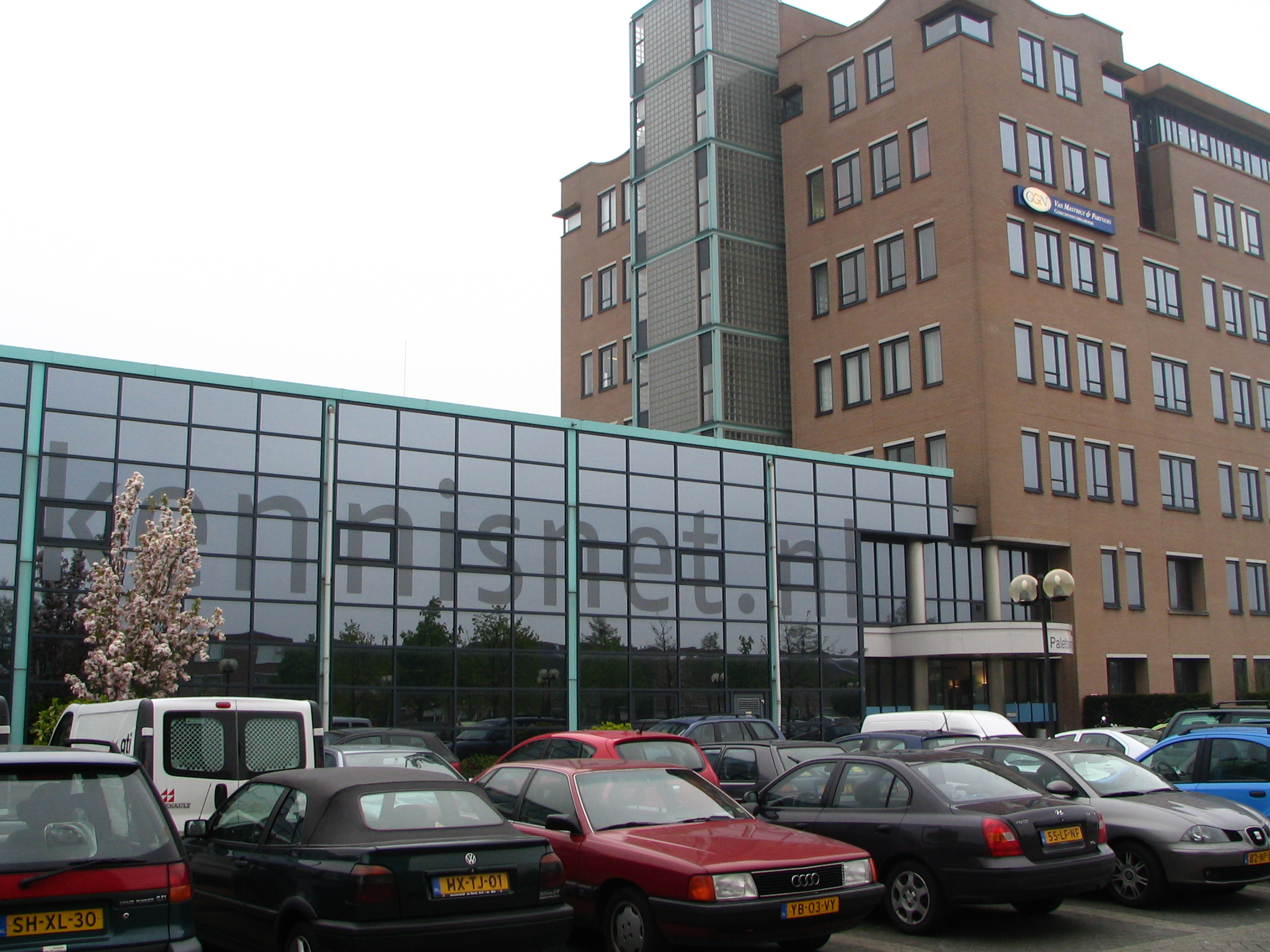
Bureaux de Kennisnet.

Kennisnet Ict op school est un établissement public néerlandais destiné à l'utilisation des technologies de l'information et de la communication dans l'enseignement primaire, secondaire et professionnel. L'établissement est situé à Zoetermeer.
L'établissement est issu de la fusion de Kennisnet et Ict op school le 1er février 2006.

## Kennisnet
Kennisnet fournit des contenus éducatifs et de l'information aux enseignants, aux élèves et aux parents. L'organisation promeut également l'utilisation des Technologies de l'information et de la communication dans les pratiques pédagogiques en proposant un soutien technique et pratique pour plusieurs initiatives innovantes en éducation.

## Ict op school
L'objectif de cette branche de l'établissement est de défendre les intérêts des établissements éducatifs comme consommateurs de produits, connaissances et services liées aux TIC, analyser et orienter leur développement.

## International
L'établissement prend part à des travaux et réflexions internationales dans son domaine de compétences, et promeut des coopérations d'écoles néerlandaises et étrangères.